# بخش سنت-اتیان
بخش سنت-اتیان (به فرانسوی: Arrondissement de Saint-Étienne) یک بخش در فرانسه است که در لوآر واقع شده‌است.